# نيكو إيفرس سويندل
نيكو توماس إيفرس سويندل (بالإنجليزية: Nico Thomas Evers-Swindell)‏ هو ممثل نيوزلندي ولد في يوم 1 يناير 1979، بدأ التمثيل في سنة 2008، مثل دور الأمير ويليام دوق كامبريدج في فيلم ويليام وكيت.